# Bouleternère
Bouleternère (katalanisch Bulaternera) ist eine französische Gemeinde mit 953 Einwohnern (Stand 1. Januar 2022) im Département Pyrénées-Orientales in der Region Okzitanien. Sie gehört zum Arrondissement Prades und zum Kanton Le Canigou.

## Geographie
Nachbargemeinden von Bouleternère sind Ille-sur-Têt im Nordosten, Saint-Michel-de-Llotes im Osten, Casefabre im Südosten, Boule-d’Amont im Süden und Rodès im Nordwesten.

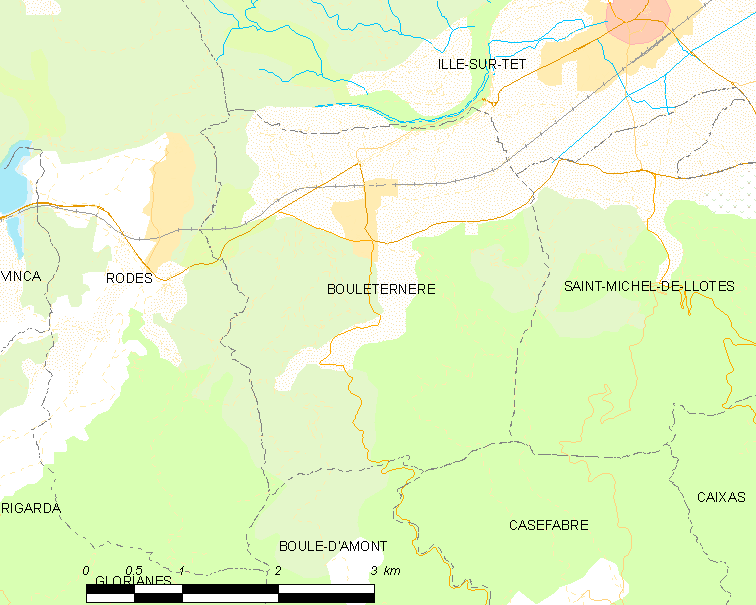
Karte von Bouleternère

## Bevölkerungsentwicklung
| Jahr      | 1962 | 1968 | 1975 | 1982 | 1990 | 1999 | 2013 |
| Einwohner | 818  | 885  | 739  | 728  | 625  | 643  | 906  |

## Sehenswürdigkeiten
- Dolmen vom Coll de la Llosa oder Dolmen du Serrat d'en Jacques
- Stadtmauer mit zwei Türmen und drei Toren
- Kapelle Sainte-Anne
- Kirche Saint-Nazaire in Barbadell
- Ehemalige Kirche Saint-Sulpice (11. Jahrhundert)
- Neue Kirche Saint-Sulpice (1659)
- Burg Belpuig (14. Jahrhundert)
- Kirche Saint-Étienne in Prunet

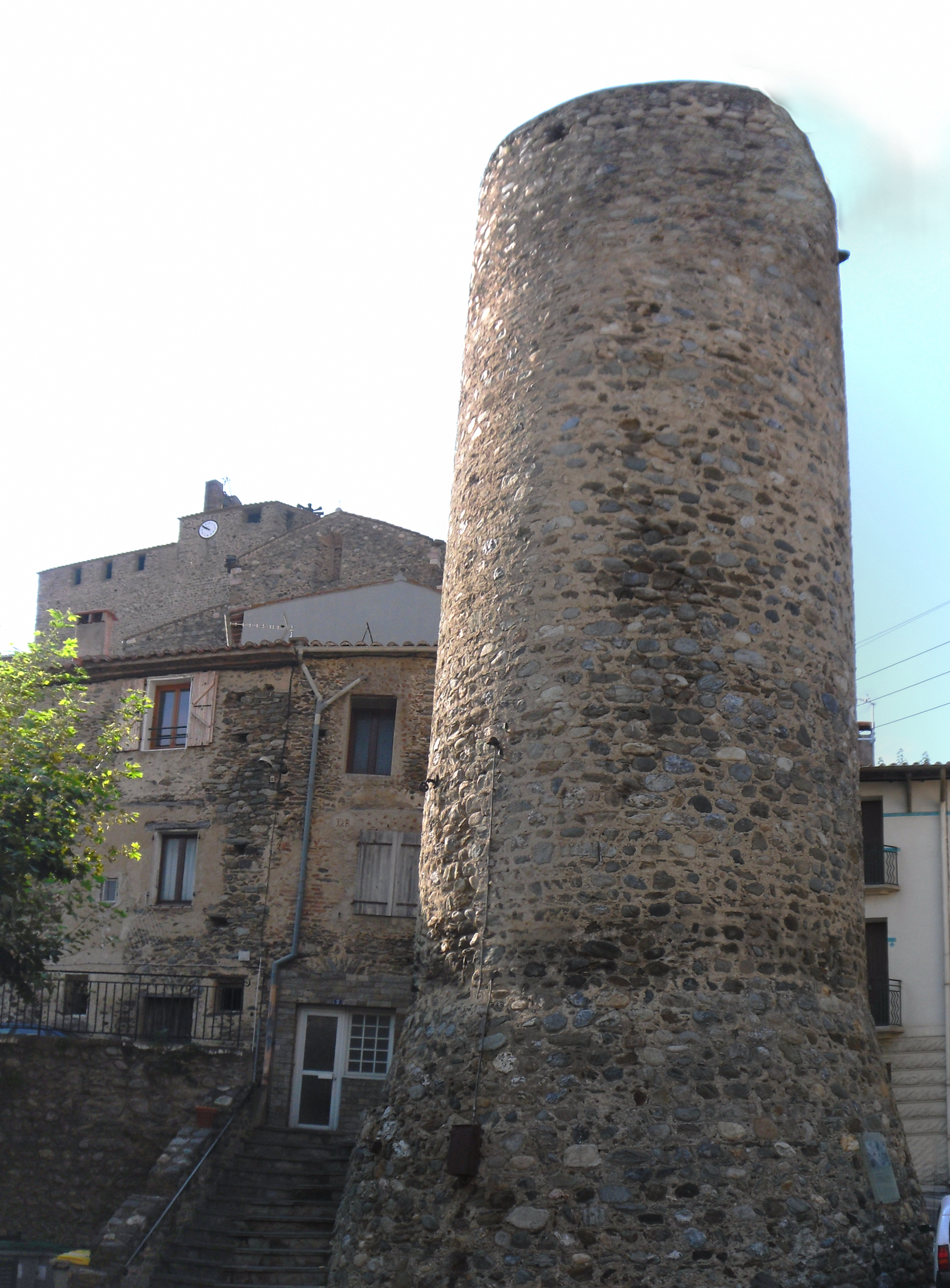
Turm der Stadtmauer
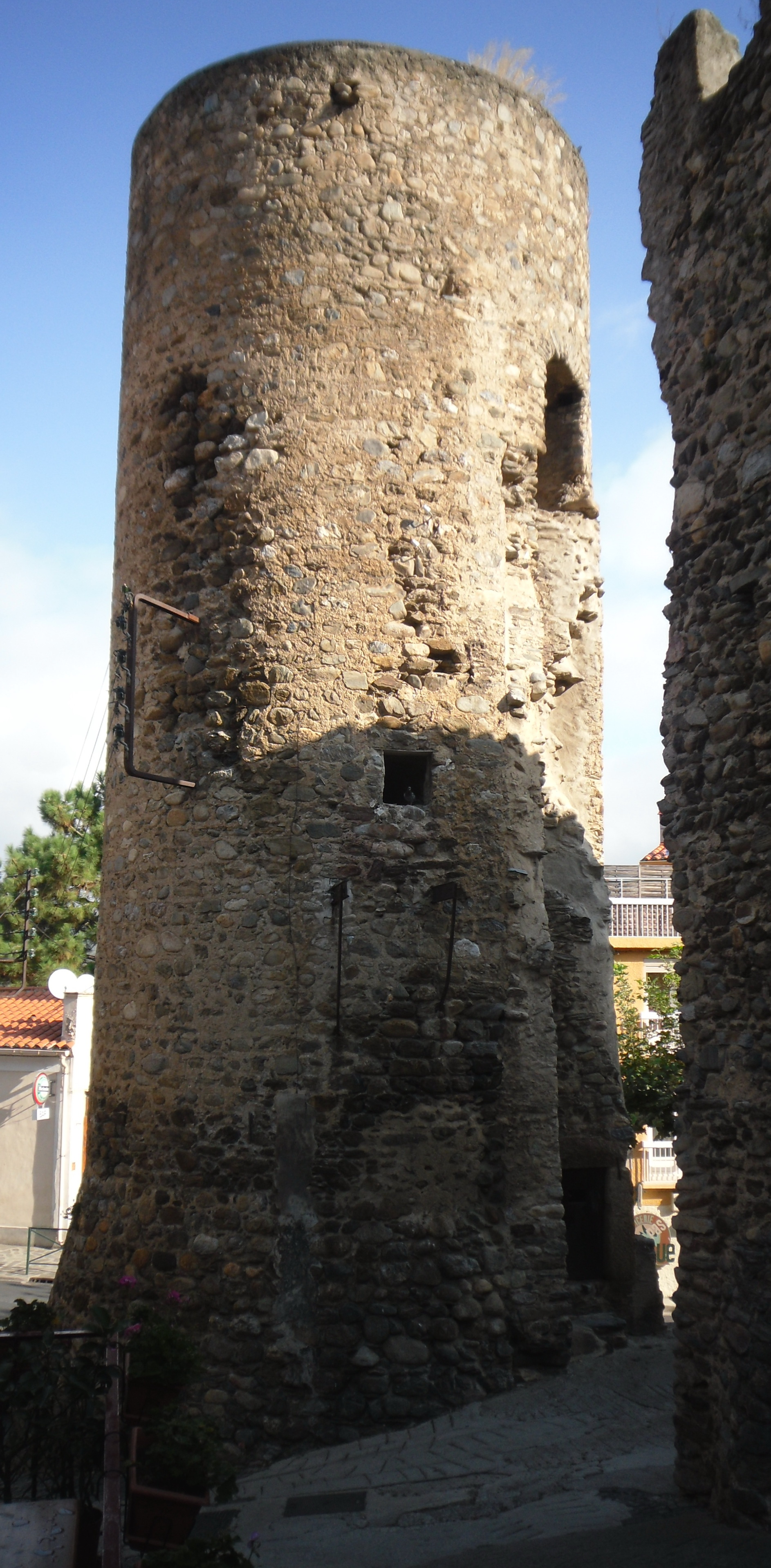
Turm der Stadtmauer
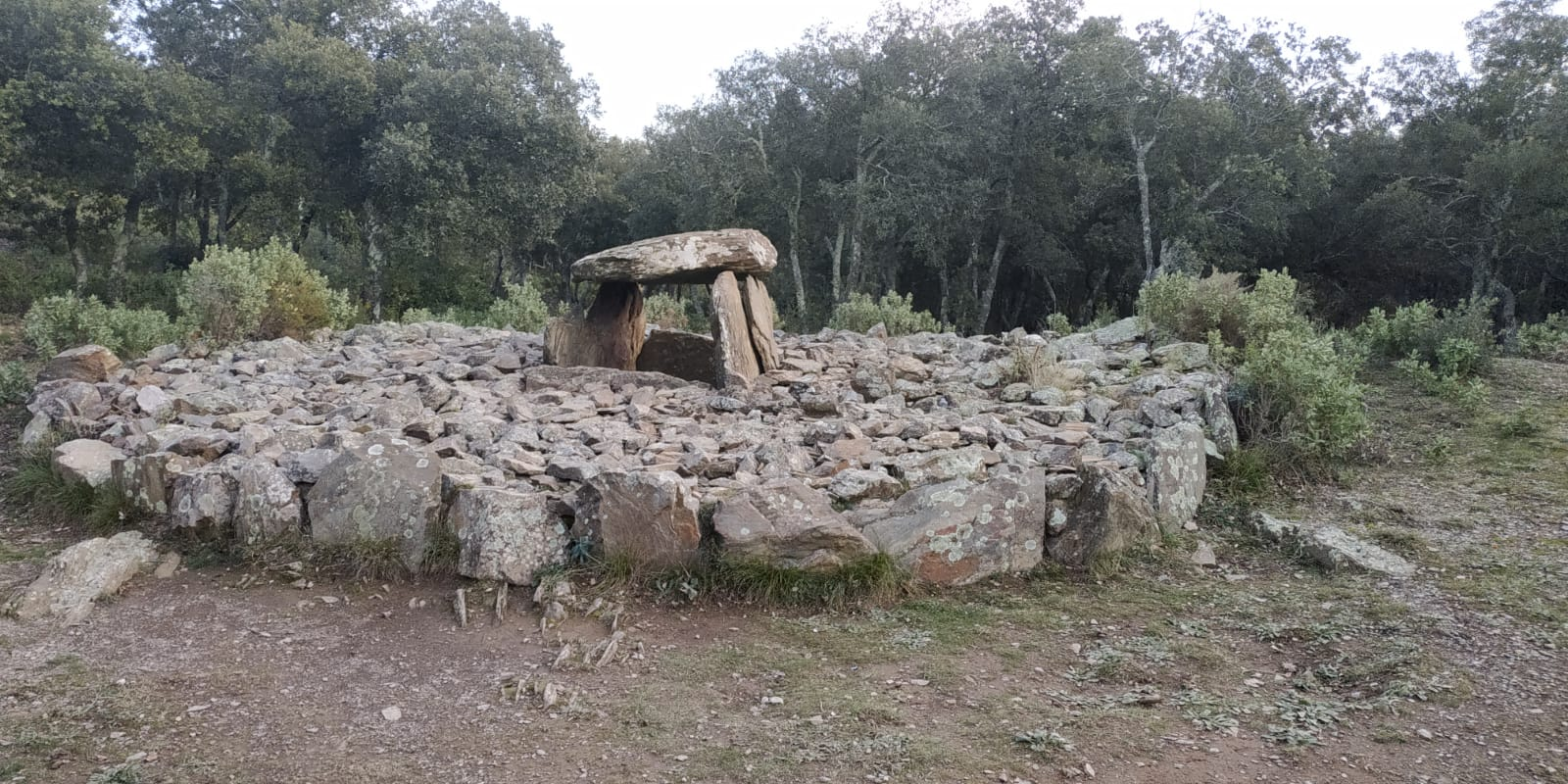
Dolmen du Serrat d'en Jacques
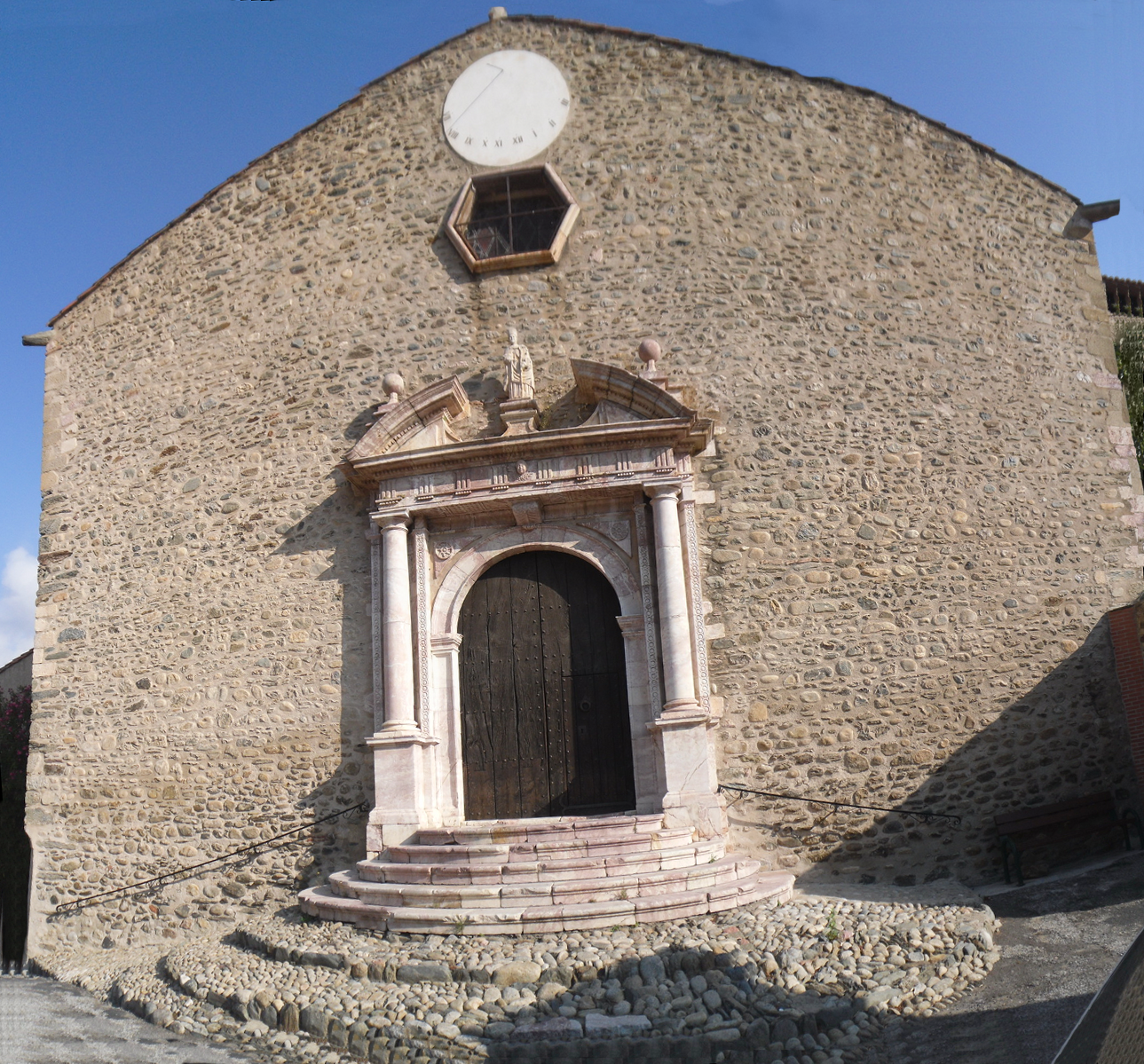
Portal der neuen Kirche Saint-Sulpice
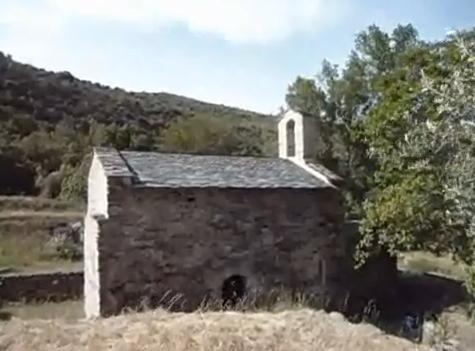
Kirche Saint-Nazaire in Barbadell

## Persönlichkeiten
- Miquel Pontich i Izern (1632–1699), Franziskaner, Bischof von Girona 1686–1699